# Raúl Riobóo
Raúl Ricardo Riobóo (La Plata, 10 de octubre de 1911-desconocido) fue un político argentino del Partido Peronista. Fue comisionado federal del Territorio Nacional del Chubut entre 1946 y 1947, ejerció funciones diplomáticas de 1948 a 1955, fue gobernador electo de la provincia del Chubut en 1962 (siendo los resultados anulados) y se desempeñó como diputado nacional por la misma provincia de 1965 a 1966.

## Biografía
Nació en La Plata (provincia de Buenos Aires) en 1911. Se radicó en Esquel (Chubut) en 1934, cuando su padre fue designado fiscal de Estado.
Adhirió al peronismo y se desempeñó como jefe de división política de la Presidencia de la Nación Argentina en 1946. Entre noviembre de 1946 y 1947 fue comisionado federal del Territorio Nacional del Chubut, designado por el presidente Juan Domingo Perón.
Tras su paso por Chubut, cumplió diversas funciones diplomáticas. Fue cónsul general en Nápoles de 1948 a 1950, encargado de negocios en Polonia (1950-1952) y en Filipinas (1952-1954), consejero de embajada en la India (1954-1955) y director de América del Sur en el Ministerio de Relaciones Exteriores y Culto de la Nación en 1955. Tras el golpe de Estado de septiembre de 1955 regresó a Chubut.
En las elecciones provinciales del 18 de marzo de 1962, fue candidato a gobernador de la provincia del Chubut, por la alianza entre la Unión Popular y el Partido Provincial del Chubut (representando al peronismo proscipto), siendo acompañando por Hebe Corchuelo Blasco. La fórmula ganó con 15.786 votos (31,97 %), pero Arturo Frondizi fue derrocado y José María Guido decretó la intervención de la provincia, una semana antes de que asumiera Riobóo en el cargo. Durante la campaña, la fórmula había contado con el apoyo de las 62 Organizaciones y del gobernador de la UCRI Jorge Galina.
En las elecciones legislativas de 1965, fue elegido diputado nacional por Chubut, en la lista de Unión Popular. Su mandato se extendía hasta 1969, pero fue interrumpido por el golpe de Estado del 28 de junio de 1966.
Su hermana María Luisa, fue esposa de Román Subiza, quien fuera ministro en el gobierno de Perón. En 1955, ambos fueron acusados por la muerte de Subiza en Buenos Aires.